# Système de Gand
Le terme « Système de Gand » désigne un système d’assurance chômage reposant sur l’octroi aux organisations syndicales payant des allocations de chômage à leurs membres d’une subvention municipale proportionnelle aux sommes versées. En contrepartie, ces derniers s’engagent à avancer la globalité du montant à leurs adhérents, à assurer le contrôle des chômeurs et à tenir une comptabilité transparente des allocations de chômage. Pour les ouvriers non syndiqués est prévue une caisse d’épargne dont les retraits bénéficient également, en cas de chômage, d’un complément municipal.

## Historique
Ce système a été mis en place dans la ville de Gand en Belgique en 1900 à l’initiative du juriste Louis Varlez,.
La ville de Gand possédait au XIXe siècle une importante industrie textile (coton et lin) ainsi que métallurgique. Elle connut une grave crise au cours du troisième quart de ce siècle. Les salaires reculaient, le chômage augmentait, des grèves – alors illégales – éclataient et étaient sévèrement réprimées. Dans ce contexte, le mouvement syndical s’était singulièrement développé.
Plusieurs syndicats avaient institué des caisses d’assurance permettant d’accorder une aide à leurs affiliés. Toutefois, l’aide que ces caisses pouvaient dispenser était limitée. Des expériences furent tentées à l’époque, dans diverses villes d’Europe, pour permettre de compléter ces initiatives par une participation financière des pouvoirs publics.
Le système de Gand prévoyait la création d’un Fonds du chômage géré paritairement par des délégués des syndicats et des représentants de l’autorité communale. Ce fonds était alimenté par les cotisations des travailleurs qui s’y affiliaient ainsi que par une intervention de la commune. Il versait aux travailleurs une assistance en cas de chômage. Le travailleur pouvait s’assurer par l’intermédiaire de son syndicat. Dans ce cas, celui-ci reversait sa contribution au Fonds. Les travailleurs non syndiqués pouvaient verser leur cotisation sur un livret d’épargne tenue par la commune. Toutefois, peu de travailleurs se prévalurent de cette dernière possibilité. 
Les syndicats étaient tenus d’avancer les indemnités aux chômeurs et de se faire rembourser par le Fonds. Ils devaient aussi tenir une comptabilité transparente.

## Conséquences pour le mouvement syndical
Ce système connut un succès considérable. Il s’agit d’une manifestation de ce que l’on a appelé « syndicalisme de services » : outre leur mission de défendre les intérêts collectifs de leurs membres, les syndicats mettent en place une stratégie de recrutement et de fidélisation de leurs adhérents en leur offrant une grande variété de services : services d’information et de conseil sur le droit du travail, services d'assistance juridique gratuite, services financiers, aides sociales complémentaires ou encore services de loisirs. De plus, le financement des syndicats repose principalement sur les cotisations des adhérents, d'où le « retour sur investissement » attendu par ceux-ci. Les syndicats, par leur solide assise financière, sont autonomes et peuvent défendre efficacement les intérêts de leurs adhérents. Le système contribua à renforcer le rôle des syndicats qui avaient grâce à lui la possibilité d’assurer à leurs affiliés une indemnisation en cas de chômage.

## Diffusion du système de Gand

### Belgique

#### Situation dans la première partie duXXesiècle
La réussite du système de Gand dans sa ville d’origine explique qu’il ait servi de modèle pour de nombreuses villes en Belgique et ailleurs dans le monde. Dès 1910, toutes les villes belges de plus de 35 000 habitants l’avaient adopté.

#### Situation actuelle
En Belgique, un système obligatoire, d'envergure nationale, financé par les cotisations des employeurs et des travailleurs ainsi que par l'Etat, a été institué en 1944. Il n'est donc plus question dans ce pays d'un système de Gand au sens strict du terme.

### France
En France, le système de Gand n’a été instauré qu’à Strasbourg en 1907, époque à laquelle cette ville faisait partie de l’empire allemand. 
Selon certains, l’absence du modèle gantois explique que le taux de syndicalisation français soit extrêmement bas.

### Pays nordiques
Il fut aussi adopté dans les pays nordiques (à l’exception de la Norvège). On considère que c’est à l’adoption de ce système qu’est dû fort taux de syndicalisation dans ces pays (affichant en moyenne près de 70% des salariés). En 2016, le taux de syndicalisation était de 85,5 % pour l'Islande, de 67,28 % pour le Danemark, 66,7 % pour la Suède, 64,6 % pour la Finlande et seulement 54,8 % pour la Norvège où ce modèle n'existait pas. 
La Suède a diminué l’aide financière aux fonds de chômage (la plupart dirigés par des syndicats) à partir de janvier 2007. En conséquence, la cotisation de membre de syndicat dut augmenter considérablement et le taux de syndicalisation diminua de 77% en 2006 à 71% en 2008.

### Suisse
En Suisse, le Parlement adopta en 1924 la première loi fédérale sur l’assurance chômage. Cette loi n’imposait pas l’assurance obligatoire, mais encourageait l’affiliation via un subventionnement inspiré du système de Gand.